# Karl Keßner
Karl Keßner (* 27. September 1924 in Löbau; † 15. Oktober 2014 ebenda) war ein deutscher Flexograf, Obermeister des Stempelhandwerks und Unternehmer. Seit dem 22. Juni 2001 ist er Ehrenbürger der Stadt Löbau.

## Leben
Keßner wurde am 27. September 1924 als Sohn eines Buchdruckereibesitzers in Löbau geboren. 1942 legte er in seiner Heimatstadt ein Notabitur ab und wurde nach seiner Ausbildung zum Flexograf, während des Zweiten Weltkriegs, zum Kriegsdienst eingezogen. Von diesem kehrte er 1946 nach einjähriger Kriegsgefangenschaft schwer verwundet zurück. Ein Studium wurde ihm verweigert und so übernahm er 1947 in Löbau den Familienbetrieb Schmorrde-Keßner, welchen er bis 1989 als Geschäftsführer leitete. In der Deutschen Demokratischen Republik engagierte sich Keßner als Hauptverantwortlicher der Meister- und Gesellenausbildung seines Handwerks und leitete die Stempelmacher-Innung des Landes.
Gleichzeitig beteiligte sich Keßner auch gesellschaftspolitisch. So kritisierte er den Einmarsch der Truppen des Warschauer Paktes in die ČSSR und beteiligte sich an den Montagsdemonstrationen 1989/1990 in der DDR in Leipzig sowie der Besetzung der Stasi-Kreisdienststelle in Löbau. Nach der Abgabe der Geschäftsführung an seinen Sohn Reinhart war Keßner weiterhin im gesellschaftspolitischen Bereich aktiv. So setzte er sich 1990 für die Wiedergründung des Freistaats Sachsen ein, war im Zuge der Kreisreform Sachsen 1994/1996 für die Errichtung eines Landkreises, der den Namen Löbau-Zittau trägt, warb in seiner Heimatstadt Löbau dafür, dass die historisch korrekte Umbenennung von Straßen und Plätzen durchgeführt wird, und beteiligte sich im Kuratorium Einige Oberlausitz. Auch in der evangelischen Kirche engagierte er sich. Anlässlich seines 75. Geburtstages richtete er ein Museum im Löbauer „Haus der Stempel“ – Rudolf Schmorrde ein.
1990 wurde Karl Keßner zum „Ehrenobermeister“ des Stempelhandwerks ernannt, 1993 erhielt er für seine Verdienste um das Handwerk eine Einladung zum Neujahrsempfang von Bundespräsident Richard von Weizsäcker. 1999 wurde ihm durch Johannes Rau das Verdienstkreuz am Bande des Verdienstordens der Bundesrepublik Deutschland verliehen. 2001 wurde er von der Stadt Löbau anlässlich der 780-Jahr-Feier zum Ehrenbürger ernannt. Er war der erste Träger dieser Auszeichnung nach mehr als 50 Jahren ohne Vergabe. Am 1. Juni 2013 verlieh ihm der Präsident des Sächsischen Landtags, Matthias Rößler, die Sächsische Verfassungsmedaille.
Keßner verstarb am 15. Oktober 2014 im Alter von 90 Jahren in seinem Geburtshaus an der Löbauer Sachsenstraße. Die Stadt Löbau pflanzte zu seinen Ehren eine Linde im sogenannten „Bürgerwäldchen“ auf dem Gelände der Landesgartenschau 2012 und würdigte ihren Ehrenbürger in einem Nachruf mit den Worten:

„Er war ein Sohn unserer Stadt. Karl Keßner hat auf dieser Welt viele Spuren hinterlassen. Sein Wirken für den Erhalt des Handwerkszweiges der Stempelmacher, sein Ringen für die Entwicklung seiner Heimatstadt Löbau sowie sein Einsatz in den Zeiten der Wende und für seine einige Oberlausitz werden Ehrenbürger Karl Keßner in den Herzen vieler Menschen weiter leben lassen. Wir werden ihn stets ehrendes Gedenken bewahren.“